# Palácio do Marquês de Abrantes
O Palácio do Marquês de Abrantes é um palácio urbano, representativo de arquitectura residencial barroca, localizado na freguesia da Estrela (anteriormente na freguesia de Santos-o-Velho), em Lisboa. Está integrado na Carta Municipal do Património Edificado e Paisagístico.
Nele está instalada, desde 1948, a Embaixada de França em Portugal, e, desde 1937, o Instituto Francês de Portugal. 

## História

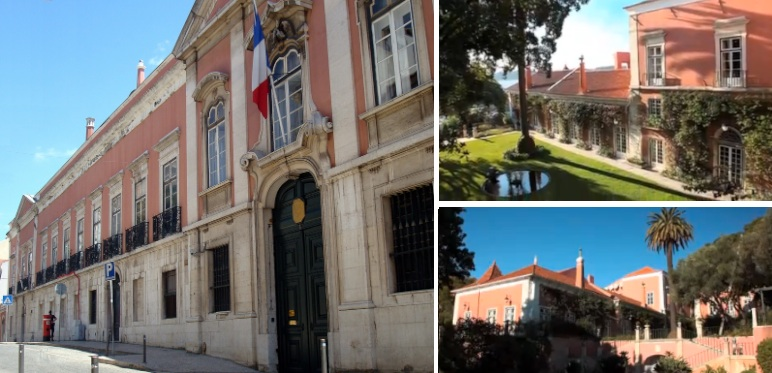
Palácio do Marquês de Abrantes, na Calçada Marquês de Abrantes, em Santos-o-Velho, hoje Embaixada da França.

A história do espaço remonta até ao século XII, quando no local existia um convento pertencente aos freires da Ordem Militar de Santiago e posteriormente às Comendadeiras de Santos. No fim do século XV, em 1490 foi mandado destruir o casario do mosteiro existente e erigida uma casa nobre. Já no século XVI, em 1501, o rei D. Manuel edifica neste local o Paço Real de Santos. 
O palácio serviu de residência do rei D. Sebastião, "o Desejado", desaparecido em Alcácer Quibir, em 1578, tendo sido num dos jardins deste palácio, virado para o Tejo, que el-rei D. Sebastião tomou a sua última refeição em Portugal, antes de partir para o combate.
Em 1629, D. Francisco Luís de Lencastre adquire o palácio às Comendadeiras de Santos.
Já no século XVIII, ocorreram diversas obras, a primeira delas em 1711, dirigidas pelo arquitecto João Antunes, e em 1730 novas obras direccionadas ao corpo da entrada principal. Em 1742, foram doados espaços à igreja paroquial de Santos, para a edificação da sua capela-mor. Dois anos após o Terramoto de 1755 foram também feitas obras para recuperar os danos causados pelo mesmo. Já no século XIX, o palácio foi ocupado pelas tropas francesas em 1808. Ainda durante este século residem no palácio D. Maria Amélia[carece de fontes?], imperatriz do Brasil, a infanta D. Ana de Jesus Maria, tendo também voltado a ser residência dos marqueses de Abrantes.
Em 1870 o palácio foi arrendado ao embaixador de França, conde de Armand. Já no século XX, em 1909, o palácio foi adquirido pelo governo francês. Em parte do palácio, no ano de 1937, instala-se o Instituto Francês. Em 1948 a embaixada de França viria a ocupar a parte central do edifício, situação que perdura na atualidade. Já no último quartel do século XX, entre 1980 e 1982, o palácio sofreu remodelações a partir de um projecto do arquitecto Gonçalo Sousa Byrne.